# Agnès Pannier-Runacher
Agnès Pannier-Runacher (nascida em 19 de junho de 1974; nascida Agnès Runacher) é uma empresária e política francesa do La République En Marche! (LREM) que é Ministra da Energia no governo da Primeira-Ministra Élisabeth Borne desde 2022. Anteriormente, foi Secretária de Estado da Economia e Finanças nos sucessivos governos dos Primeiros-Ministros Édouard Philippe e Jean Castex de 2018 a 2022.
Ela é formada pela HEC Paris, Sciences Po e ENA.